# Vinden som ryster kornet
 For alternative betydninger, se The Wind That Shakes the Barley.
Vinden som ryster kornet (originaltitel: The Wind That Shakes the Barley) er en britisk-irsk-fransk film fra 2006 instrueret af Ken Loach. Filmen foregår under den irske frihedskrig mod England i 1919-21 og den efterfølgende irske borgerkrig i 1922-23. Filmens titel refererer til en linje fra en sang af 1800-talsforfatteren Robert Dwyer Joyce. Filmen blev indspillet i Cork County, Irland i 2005.
The Wind That Shakes the Barley blev hædret med Den Gyldne Palme ved filmfestivalen i Cannes i 2006.